# Methia dentata
Methia dentata är en skalbaggsart som beskrevs av Chemsak och Linsley 1964. Methia dentata ingår i släktet Methia och familjen långhorningar. Inga underarter finns listade i Catalogue of Life.